# Sander Skotheim
Sander Skotheim, né le 31 mai 2002, est un athlète norvégien spécialiste des épreuves combinées.

## Biographie
Lors de la saison 2022, il termine deuxième du meeting Multistars à Grosseto en établissant un nouveau record personnel avec 8 298 pts. Lors du décathlon des championnats du monde à Eugene, il se classe 15e de la compétition après avoir notamment remporté l'épreuve du saut en hauteur avec 2,17 m. Trois semaines plus tard, il se classe 7e des championnats d'Europe à Munich, avec 8 211 pts.
En 2023, il se classe second de l'heptathlon des Championnats d'Europe en salle à Istanbul, devancé par le Français Kevin Mayer. A cette occasion il s'empare du record de Norvège de l'heptathlon, totalisant 6 318 points. 
Il termine 3e du décathlon de Götzis, avec un record national à 8 590 pts. Aux Championnats d'Europe U23 il s'incline face à son compatriote Markus Rooth, qui lui reprend le record.
Le 2 février 2025, il remporte l’heptathlon du meeting de Tallinn comptant pour le World Athletics Combined Events Tour 2025, et établit un nouveau record d’Europe de la discipline, avec un total de 6 484 pts.

## Palmarès
| Date | Compétition                    | Lieu      | Résultat | Épreuve    | Marque    |
| ---- | ------------------------------ | --------- | -------- | ---------- | --------- |
| 2021 | Championnats d'Europe juniors  | Tallinn   | 2e       | Décathlon  | 8 012 pts |
| 2022 | Championnats du monde          | Eugene    | 15e      | Décathlon  | 8 062 pts |
| 2022 | Championnats d'Europe          | Munich    | 7e       | Décathlon  | 8 211 pts |
| 2023 | Championnats d'Europe en salle | Istanbul  | 2e       | Heptathlon | 6 318 pts |
| 2023 | Championnats d'Europe U23      | Espoo     | 2e       | Décathlon  | 8 561 pts |
| 2023 | Championnats du monde          | Budapest  | 10e      | Décathlon  | 8 263 pts |
| 2024 | Championnats du monde en salle | Glasgow   | 2e       | Heptathlon | 6 407 pts |
| 2024 | Championnats d'Europe          | Rome      | 2e       | Décathlon  | 8 635 pts |
| 2024 | Jeux olympiques                | Paris     | 18e      | Décathlon  | 7 757 pts |
| 2025 | Championnats d'Europe en salle | Apeldoorn | 1er      | Heptathlon | 6 558 pts |
| 2025 | Championnats du monde en salle | Nankin    | 1er      | Heptathlon | 6 475 pts |

## Records
| Épreuve           | Performance   | Lieu     | Date            |
| ----------------- | ------------- | -------- | --------------- |
| 100 m             | 10 s 76       | Götzis   | 27 mai 2023     |
| Saut en longueur  | 7,80 m        | Budapest | 25 août 2023    |
| Lancer du poids   | 13,84 m       | Grosseto | 30 avril 2022   |
| Saut en hauteur   | 2,17 m        | Eugene   | 23 juillet 2022 |
| 400 m             | 47 s 50       | Rome     | 10 juin 2024    |
| 110 m haies       | 13 s 97       | Jessheim | 6 juillet 2023  |
| Lancer du disque  | 46,92 m       | Oslo     | 1er juin 2024   |
| Saut à la perche  | 5,35 m        | Oslo     | 28 juin 2023    |
| Lancer du javelot | 62,11 m       | Jessheim | 8 juillet 2023  |
| 1 500 m           | 4 min 16 s 60 | Espoo    | 16 juillet 2023 |
| Décathlon         | 8 635 points  | Rome     | 11 juin 2024    |

| Épreuve          | Performance    | Lieu      | Date             |
| ---------------- | -------------- | --------- | ---------------- |
| 60 m             | 6 s 93         | Apeldoorn | 7 mars 2025      |
| Saut en longueur | 8,19 m         | Tallinn   | 1er février 2025 |
| Lancer du poids  | 15 m           | Tallinn   | 1er février 2025 |
| Saut en hauteur  | 2,20 m         | Karlstad  | 12 février 2023  |
| 60 mètres haies  | 8 s 04         | Bærum     | 19 février 2023  |
| Saut à la perche | 5,25 m         | Tallinn   | 2 février 2025   |
| 1 000 m          | 2 min 37 s 72  | Apeldoorn | 8 mars 2025      |
| Heptathlon       | 6 558 pts (ER) | Apeldoorn | 8 mars 2025      |